# Юренев, Владимир Юрьевич
Владимир Юрьевич Юренев — советский и российский кинорежиссёр и сценарист.

## Биография
Родился в 1895 году. Был журналистом, работал в игровом и научно-популярном кино. С 1928 года начал работать на студии «Совкино». Снимал игровые и научно-популярные фильмы на различных киностудиях. Соавтор сценария собственного фильма «Мастера сцены».
Умер в 1959 году. Похоронен на Ваганьковском кладбище (34 уч.).

## Фильмография

### Режиссёр
- 1940 — Весенний поток
- 1942 — Железный ангел
- 1949 — Мастера сцены

### Сценарист
- 1949 — Мастера сцены

## Награды
- Орден «Знак Почёта» (6 марта 1950 года) — за выдающиеся заслуги в развитии советской кинематографии, в связи с 30-летием[2].
- Орден «Знак Почёта» (26 октября 1948 года) — за выдающиеся заслуги в развитии советского театрального искусства и в связи с пятидесятилетием со дня основания Московского орденов Ленина и Трудового Красного Знамени Художественного Академического театра СССР имени М. Горького[3].